# Forum démocratique pour la modernité
 (avril 2015).
Si vous disposez d'ouvrages ou d'articles de référence ou si vous connaissez des sites web de qualité traitant du thème abordé ici, merci de compléter l'article en donnant les références utiles à sa vérifiabilité et en les liant à la section « Notes et références ».
Le Forum démocratique pour la modernité (FODEM) est un parti politique centrafricain créé en novembre 1997 par Charles Massi.

## Histoire
Le parti est issu d’un groupe d’économistes indépendants formé en 1997. Il se positionne sur une ligne libérale, tennant à des négociations avec l’union européenne dans le domaine commercial. Son dirigeant, Charles Massi est candidat aux élections présidentielles de 1999, il se situe en 8e place avec 1,31 % des voix. En 2005, il arrive en 5e position avec 3,22 % et 28 618 voix. Le parti ne presente pas de candidat aux élections présidentielles de 2011.

## Dirigeants
- Saturnin Ndomby, Président
- Éric Neiris Massi, membre fondateur
- Charles Massi, fondateur